# Mendes (distrito)
Mendes é um distrito localizado na província de Relizane, Argélia, e cuja capital é a cidade de mesmo nome. A população total do distrito era de 30 119 habitantes, em 2008.[carece de fontes?]

## Comunas
O distrito está dividido em três comunas:
- Mendes
- Oued Essalem
- Sidi Lazreg